# Communauté de communes du Pays Haut Val d’Alzette
Die Communauté de communes du Pays Haut Val d’Alzette (CCPHVA) (inoffiziell: Communauté de communes Pays Haut Val d’Alzette) ist ein französischer Gemeindeverband mit der Rechtsform einer Communauté de communes in den Départements Moselle und Meurthe-et-Moselle der Region Grand Est. Sie wurde am 17. Dezember 2004 gegründet und umfasst acht Gemeinden. Der Verwaltungssitz befindet sich im Ort Audun-le-Tiche. Die Besonderheit liegt in der Département-übergreifenden Struktur der Gemeinden.

## Mitgliedsgemeinden
| Gemeinde                                          | Einwohner 1. Januar 2022 | Fläche km² | Dichte Einw./km² | Code INSEE | Postleitzahl | Département        |
| ------------------------------------------------- | ------------------------ | ---------- | ---------------- | ---------- | ------------ | ------------------ |
| Audun-le-Tiche                                    | 7.268                    | 15,43      | 471              | 57038      | 57390        | Moselle            |
| Aumetz                                            | 2.401                    | 10,35      | 232              | 57041      | 57710        | Moselle            |
| Boulange                                          | 2.431                    | 12,78      | 190              | 57096      | 57655        | Moselle            |
| Ottange                                           | 3.012                    | 15,48      | 195              | 57529      | 57840        | Moselle            |
| Rédange                                           | 1.004                    | 5,5        | 183              | 57565      | 57390        | Moselle            |
| Russange                                          | 1.257                    | 3,46       | 363              | 57603      | 57390        | Moselle            |
| Thil                                              | 2.006                    | 3,32       | 604              | 54521      | 54880        | Meurthe-et-Moselle |
| Villerupt                                         | 10.086                   | 6,56       | 1.538            | 54580      | 54190        | Meurthe-et-Moselle |
| Communauté de communes du Pays Haut Val d’Alzette | 29.465                   | 72,88      | 404              | –          | –            | –                  |